# Nemipterus randalli
Nemipterus randalli (B. C. Russell, 1986), noto in italiano come nemiptero, è un pesce osseo marino appartenente alla famiglia Nemipteridae.

## Descrizione
Il corpo è ovale a sezione subcilindrica, solo leggermente compresso ai lati. La bocca è frontale, armata di una fila di denti conici su entrambe le mascelle. I denti frontali della mascella sono più grandi, caniniformi. Le scaglie sono abbastanza grandi e presenti anche sulla parte superiore del capo. La pinna dorsale è unica, lunga e di altezza uniforme, ha 10 raggi spiniformi e 9 molli. Pinna anale con 3 raggi spinosi e 7 molli, con la parte posteriore appuntita. Pinne pettorali e pinne ventrali lunghe. Pinna caudale biloba, dal lobo superiore si diparte un lungo filamento che spesso manca negli esemplari pescati. Il colore del corpo è rosato con riflessi argentei più scuro sul dorso. Quattro bande dorate pallide percorrono il corpo dall'opercolo branchiale al peduncolo caudale. Macchie dorate sono presenti sull'opercolo e il preopercolo.
La taglia massima è di 20 cm, la taglia media di circa 15 cm.

## Distribuzione e habitat
endemico dell'Oceano Indiano occidentale tra il Sudafrica e l'India occidentale. Presente anche nel mar Rosso e particolarmente comune nel golfo Persico. È presente anche nel mar Mediterraneo orientale in cui si è insediato a causa della migrazione lessepsiana. È molto comune lungo le coste da Israele al sud della Turchia. Si tratta di una specie demersale tipica di fondi sabbiosi o fangosi a profondità comprese tra 20 e 450 metri di profondità. In Mediterraneo si rinviene solitamente a 20-80 metri.

## Biologia

### Alimentazione
Si nutre di invertebrati bentonici e di piccoli pesci.

### Riproduzione
Uova e larve sono planctoniche.

## Pesca
Non esiste un pesca commerciale dedicata a questa specie, che è di ridotta importanza economica. Viene catturata estesamente come bycatch in tutto l'areale, soprattutto nel Golfo di Suez. Anche nel Mediterraneo orientale viene pescata in abbondanza con le reti a strascico e, secondariamente, con reti da posta e palamiti.